# 马鞍镇 (会同县)
马鞍镇，是中华人民共和国湖南省怀化市会同县下辖的一个乡镇级行政单位。

## 行政区划
马鞍镇下辖以下地区：
青江溪社区、相见村、宝冲村、泥池村、洞溪村、阳隆村、黄土村、马鞍村、北厂村、龙山村、暂板村、大金村、闹溪村、刘山村、马田村、黄家村和唐家村。